# Elphinstonia
Elphinstonia är ett släkte av fjärilar. Elphinstonia ingår i familjen vitfjärilar.
Kladogram enligt Catalogue of Life:
| Elphinstonia | \| \| Elphinstonia charlonia \| \| \| \| \| \| Elphinstonia penia \| \| \| \| \| \| Elphinstonia tomyris \| \| \| \| \| \| Elphinstonia transcaspica \| \| \| \| |
|              | \| \| Elphinstonia charlonia \| \| \| \| \| \| Elphinstonia penia \| \| \| \| \| \| Elphinstonia tomyris \| \| \| \| \| \| Elphinstonia transcaspica \| \| \| \| |
|              | Elphinstonia charlonia |
|              | |
|              | Elphinstonia penia |
|              | |
|              | Elphinstonia tomyris |
|              | |
|              | Elphinstonia transcaspica |
|              | |